# درسة متوجة
دُرسة متوجة (الاسم العلمي: Emberiza lathami)، نوع من الطيور التي تنتمي إلى فصيلة الدرسات. توجد في جنوب آسيا وجنوب شرق آسيا.

## النطاق
يمتد تواجده من جبال الهيمالايا إلى جنوب وسط الصين وفيتنام.

## الموئل
موئله الطبيعي الأراضي العشبية الجافة شبه الاستوائية أو الاستوائية.

## معرض الصور

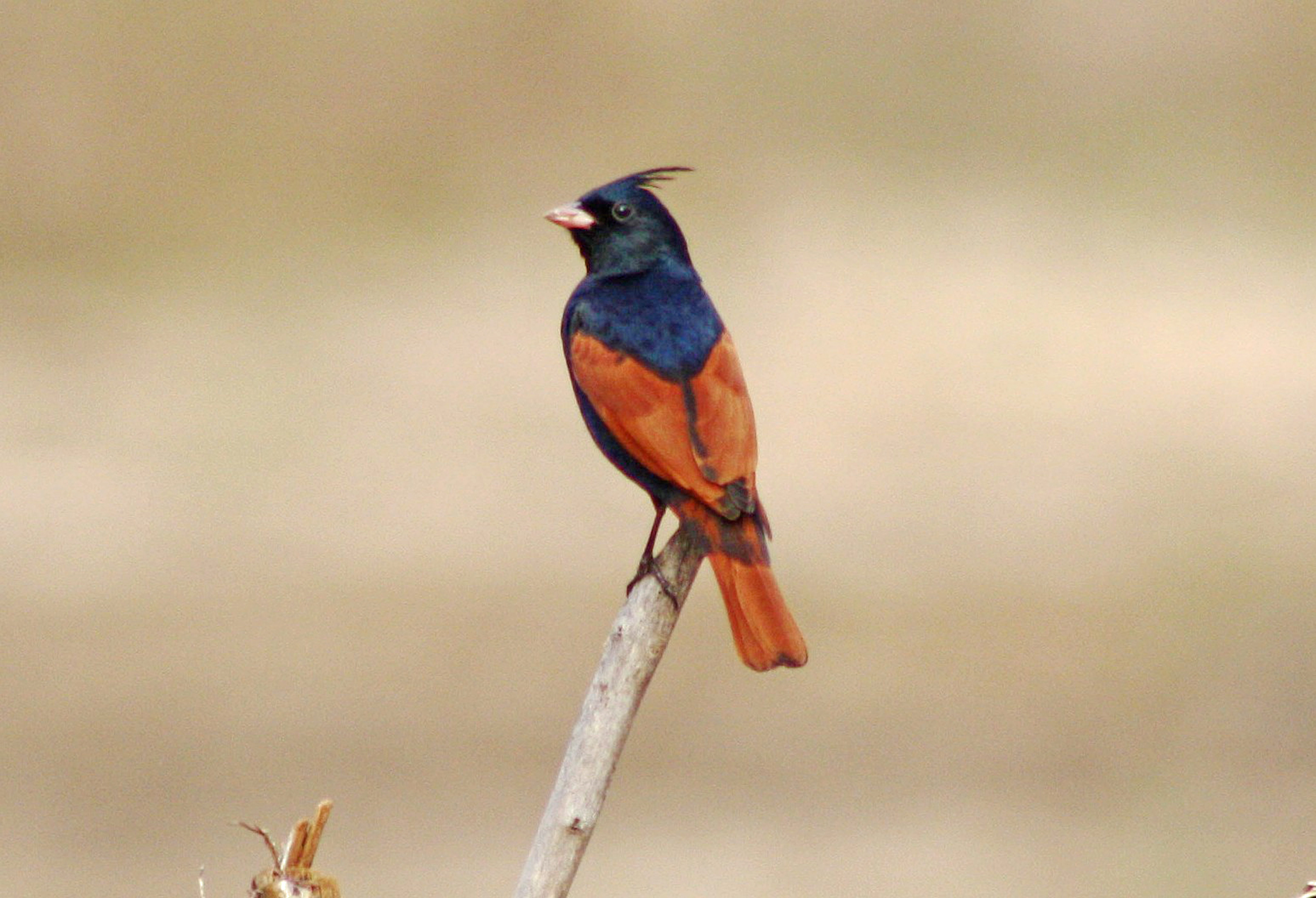
Crested Bunting Melophus lathami
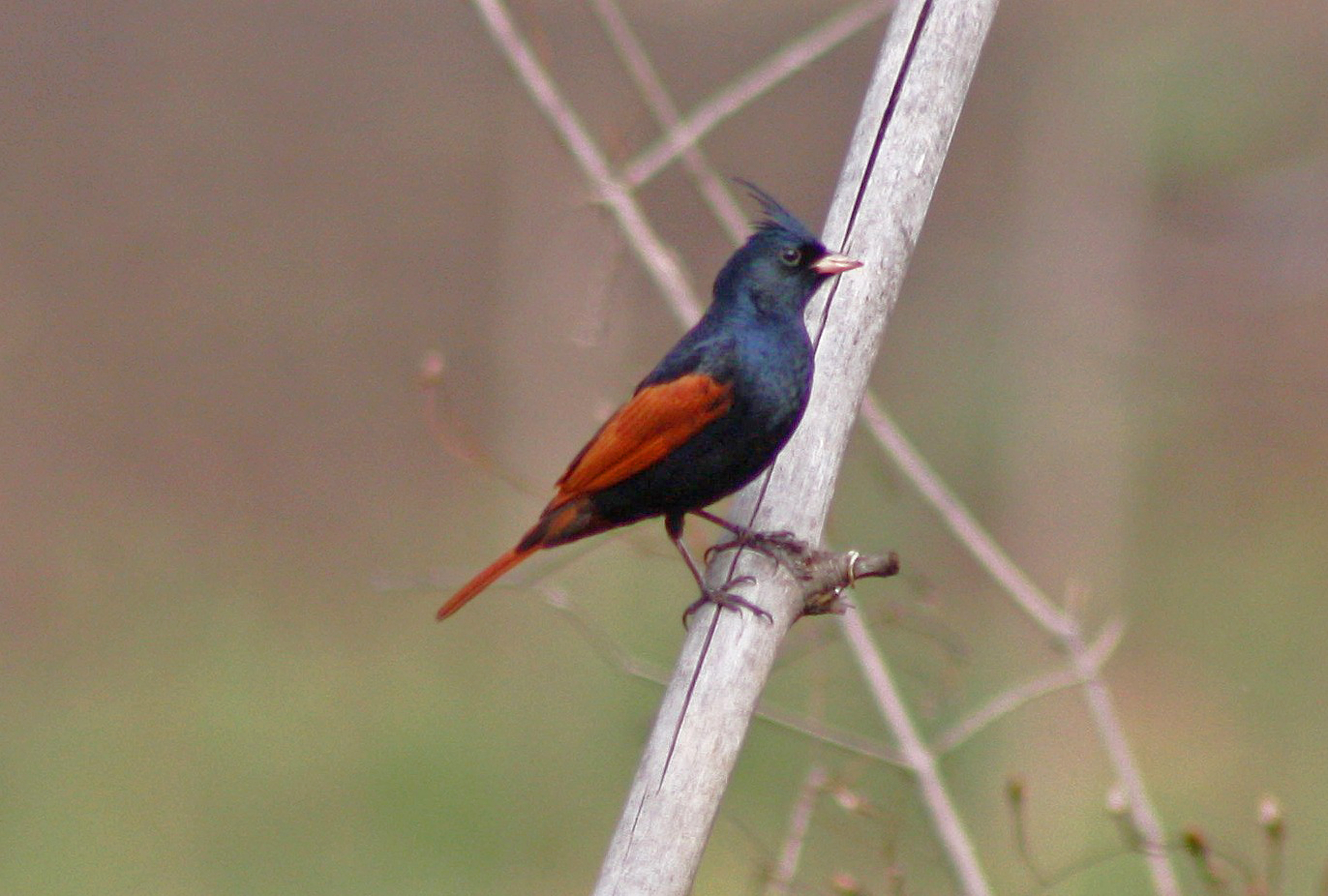
Taken in Melghat Tiger Reserve, Maharashtra, India - 10 February 2010
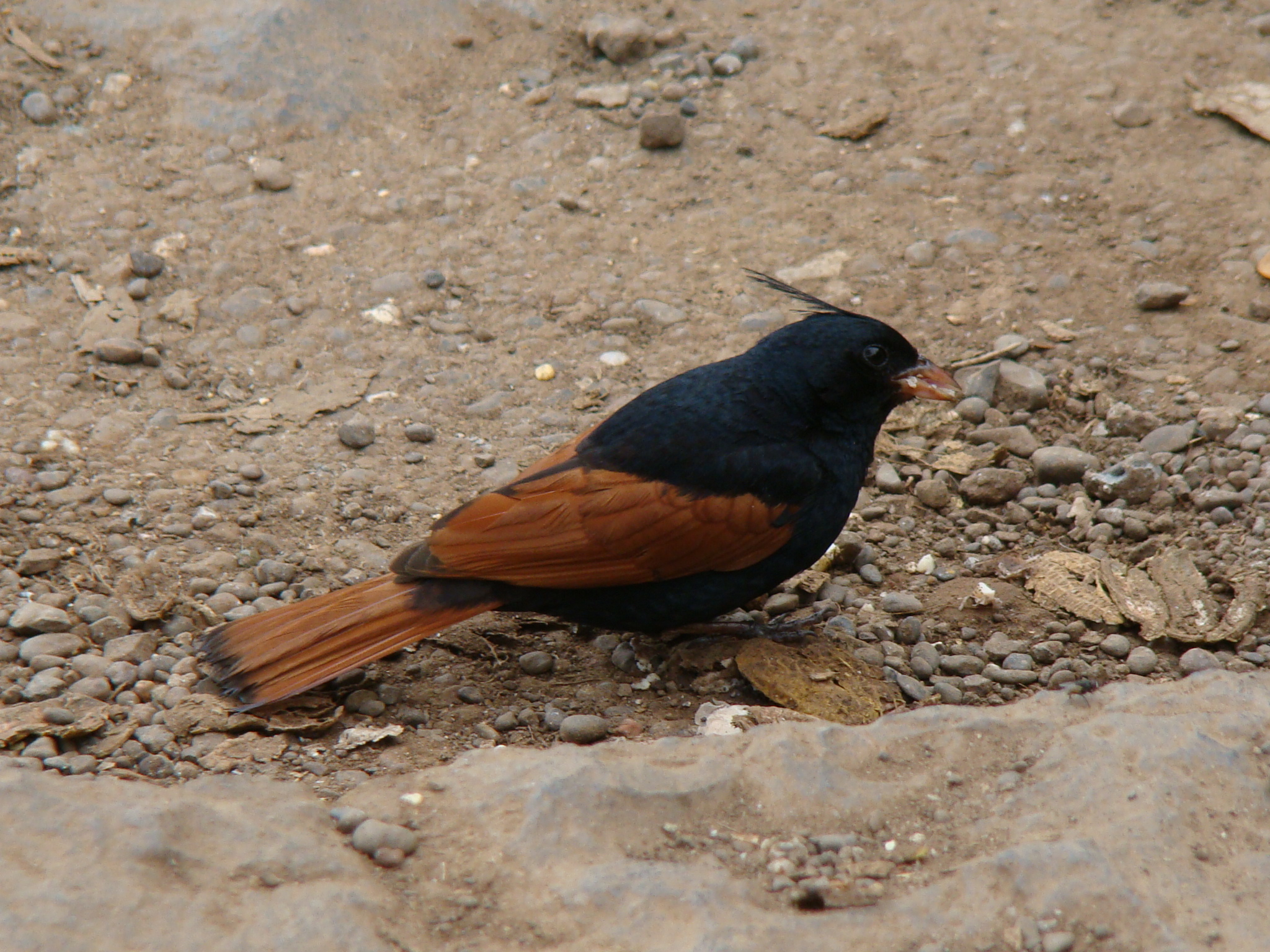
Crested Bunting photographed at Sinhagad Fort, بونه, India on 27 June 2010

## روابط خارجية
- Image at ADW